# Bregenz Handball
Bregenz Handball ist ein Handballverein aus Bregenz in Österreich.

## Geschichte

### National
Bregenz Handball wurde 1946 als Sektion von SC Schwarz-Weiß Bregenz gegründet (andere Sektionen Fußball und Tischtennis). Damals wurde Handball noch auf dem Großfeld gespielt, erst Ende der 1950er Jahre kam das Spiel auf dem kleinen Feld in der Halle auf. Auch Bregenz Handball war bei dieser Umstellung einer der Vorreiter im Bodenseeraum. Im Jahr 1968 wurde in Bregenz-Schendlingen dann die erste Turnhalle gebaut, die internationale Maße aufwies. Die Schendlingerhalle ist ein Meilenstein in der Vereinsgeschichte von Bregenz Handball. Nicht weniger als 36 Jahre sollte diese als Heimspielstätte für alle Bregenzer Mannschaften dienen.
In der Saison 1972/1973 wurde erstmals ein gemeinsamer Bewerb im Hallenhandball mit Oberschwaben ausgetragen, und es folgten viele erfolgreiche Jahre in den deutschen Ligen. Im Jahr 1989 schaffte Bregenz als erster Vorarlberger Handballverein den Aufstieg in die Verbandsliga des Handballverbandes Baden-Württemberg. Im Kader der Meistermannschaft von damals standen Personen, die lange Zeit, und zum Teil bis heute, das Vereinsgeschehen bei Bregenz Handball beeinflussten und regierten: Markus Burger, Alexander Delladio, Roland Frühstück, Wolfgang Frühstück, Ivo Ganner, Michael Gaudl, Peter Mössler, Heinz Schneider, Markus Stockinger, Stefan Zumtobel, Thomas Singler und Christian Schneider.
In der Baden-Württembergischen Verbandsliga bereitete man sich lange Jahre auf den Wechsel nach Österreich vor, ab der Saison 1988/1989 mit dem ersten Legionär: Thomas Singler. Mit der Einführung der zweigeteilten 2. Bundesliga in Österreich kam in der Saison 1995/1996 der geplante Wechsel von der Deutschen in die Österreichische Liga.
Nach nur zwei Jahren in der 2. Liga schafften es die Bregenzer, erneut als erstes Vorarlberger Team, mit dem Meistertitel im Spieljahr 1996/1997 den Aufstieg in die Staatsliga A (heute spusu Liga).
Nachdem die Sektion Handball bei SC Schwarz-Weiß Bregenz lange Jahre wie ein eigenständiger Verein geführt wurde, kam es im Jahr 1996 außerdem zur tatsächlichen Loslösung des Stammvereins. Der steigende Stellenwert des Vereins ermöglichte das Engagement verschiedener Unternehmen als Haupt- und Namenssponsor, sodass der Vereinsname öfters geändert wurde (Casino Zima Alno Bregenz, PTA Bregenz, Post Bregenz, jet2web Bregenz, A1 Bregenz). Erst in der Saison 2012/2013 hat sich die Vereinsführung dazu entschlossen, dass der Hauptsponsor keinen Einfluss mehr auf die Namensgebung des Vereins hat.
Die ersten beiden Saisonen in der Staatsliga waren vom Kampf um den Klassenerhalt geprägt, obwohl in der Saison 1998/1999 mit Holger Schneider ein 99-facher deutscher Nationalspieler als Spielertrainer fungierte. Mit der Verpflichtung des kroatischen Olympiasiegers Bruno Gudelj als Spielertrainer in der Saison 1999/2000 entwickelte sich Bregenz Handball zum österreichischen Spitzenteam. Bereits in seiner ersten Saison holte sich Bregenz Handball mit dem ÖHB-Cupsieg den ersten Titel eines Vorarlberger Teams im Männer-Handball. Ein Jahr später folgte der erste Meistertitel der Vereinsgeschichte.
Unter dem ab Saisonbeginn 2003/2004 amtierenden Spielertrainer Dagur Sigurðsson wurde der Erfolgslauf fortgesetzt. Als der Isländer den Verein nach der Saison 2006/07 verließ standen bereits vier Pokal- und sechs Meistertitel zu Buche. Nach Sigurðsson übernahm Zdravko Medic für eine Saison das Amt als Spielertrainer.
Er konnte den Titel mit dem Team verteidigen. Von ihm übernahm Martin Liptak das Traineramt in den ersten zwei Jahren seiner Tätigkeit bei den Vorarlbergern konnte sich der Slowake jedes Jahr den Meistertitel sichern; Bregenz Handball hatte sich sieben Jahre in Serie den Meistertitel gesichert. Bis zur Saison 2011/12 leitete Liptak die Geschicke in Bregenz, konnte allerdings keine Titel mehr mit der Mannschaft feiern.
Nach Liptak war Geir Sveinsson für die Mannschaft verantwortlich, während das Team 2012/13 noch bis ins Halbfinale der Liga kam scheiterte man 2013/14 bereits im neu-eingeführten Viertelfinale. Nach dieser Saison wechselte der Isländer zum SC Magdeburg, für ihn übernahm Robert Hedin den Platz auf der Trainerbank.
Hedin führte Bregenz Handball zum ersten Mal seit vier Jahren wieder in das Ligafinale, welches allerdings gegen den Lokalrivalen aus Hard in zwei Spielen verloren ging. Des Weiteren erreichte das Team im selben Jahr das Final Four des Cup-Bewerbes, während man im Halbfinale die SG Handball West Wien besiegen konnte scheiterte die Mannschaft im Finale am Handballclub Fivers Margareten. 2015/16 unterlag man im Ligafinale den Fivers aus Wien. Nach der Saison 2016/17 übernahm Jörg Lützelberger das Traineramt. Nach einer durchwachsenen Saison 2018/19 übernahm im März 2019 Markus Burger als Chefcoach. 2018/19 erreichte Bregenz Handball das Finalturnier des Cups, welches im Messestadion Dornbirn ausgetragen wurde. Im Halbfinale konnte Handball Tirol in die Schranke verwiesen werden, im Finale scheiterten die Mannen vom Bodensee dann jedoch am UHK Krems.

### International
Im Europacup erreichte Bregenz Handball vier Jahre in Folge jeweils das Achtelfinale im Pokal der Pokalsieger bzw. im EHF-Pokal, ehe in der Saison 2004/2005 der nächste große Schritt gelang: Erstmals überwinterten die Bregenzer dank des Einzugs in das EHF-Pokal-Viertelfinale im Europapokal. Im Herbst 2005 gelang es dem Team, in der EHF-Champions-League-Qualifikation den serbischen Meister Vojvodina Novi Sad zu besiegen und in die Gruppenphase einzuziehen. Dort blieb man zwar chancenlos, konnte sich allerdings mit einem 32:31-Erfolg über den SC Magdeburg verabschieden.
Es handelte sich dabei zudem um den ersten Sieg in der europäischen Königsklasse eines österreichischen Herren-Teams seit den großen Zeiten West Wiens (1994 knapp am Halbfinaleinzug gescheitert). In den folgenden Spielzeiten konnte sich Bregenz Handball jedes Jahr für die Gruppenphase der EHF Champions League. Man schied 2006/07, 2007/08 und 2008/09 jeweils als Gruppenletzter aus dem Bewerb aus, konnte aber 2007/08 noch einmal einen Sieg in der Königsklasse gegen GOG Svendborg TGI aus Dänemark feiern.
2009/10 scheiterte die Vorarlberger in der Qualifikation an Fyllingen Handball und stiegen damit in der zweiten Runde des EHF-Pokal ein. Einem Sieg über A.H. Italgest Casarano folgte eine Niederlage gegen BM Aragón in der dritten Runde. 2010/11 scheiterte die Mannschaft erneut in der Champions-League-Qualifikation, im EHF-Cup besiegte das Team Metaloplastika Šabac und Madeira Andebol SAD und scheiterte erst in der Runde der letzten 16 Teams, mit einem Gesamtscore von 41:61, an RK Velenje.
2011/12 nahmen die Bregenzer, als Vizemeister der Vorsaison, direkt am EHF-Pokal teil. Das Team scheiterte in Runde drei an BM Granollers. 2013/14, 2014/15, 2015/16 und 2017/18 nahm die Mannschaft erneut am EHF-Pokal teil, man konnte die zweite Runde des Bewerbes allerdings nie überwinden. Der letzte internationale Auftritt fand in der Saison 2018/19 im EHF Challenge Cup statt, Bregenz Handball schaffte es bis in die dritte Runde scheiterte dort allerdings an AEK Athen.

### Platzierungen seit 2001
| Saison  | Liga                  | Rang               | Pokal              |
| ------- | --------------------- | ------------------ | ------------------ |
| 2024/25 | Handball Liga Austria |                    |                    |
| 2023/24 | Handball Liga Austria | 5                  | Achtelfinale       |
| 2022/23 | Handball Liga Austria | 6                  | Viertelfinale      |
| 2021/22 | Handball Liga Austria | 5                  | Cupsieger          |
| 2020/21 | spusu Liga            | 7                  | Halbfinale         |
| 2019/20 | spusu Liga            | Saison abgebrochen | Saison abgebrochen |
| 2018/19 | Handball Liga Austria | 6                  | Finale             |
| 2017/18 | Handball Liga Austria | 5                  | Achtelfinale       |
| 2016/17 | Handball Liga Austria | 5                  | Achtelfinale       |
| 2015/16 | Handball Liga Austria | 2                  | Viertelfinale      |
| 2014/15 | Handball Liga Austria | 2                  | Finale             |
| 2013/14 | Handball Liga Austria | 5                  | Achtelfinale       |

| Saison  | Liga                  | Rang | Pokal         |
| ------- | --------------------- | ---- | ------------- |
| 2012/13 | Handball Liga Austria | 3    | Viertelfinale |
| 2011/12 | Handball Liga Austria | 6    | Halbfinale    |
| 2010/11 | Handball Liga Austria | 2    | Viertelfinale |
| 2009/10 | Handball Liga Austria | 1    | Halbfinale    |
| 2008/09 | Handball Liga Austria | 1    | 2. Runde      |
| 2007/08 | Handball Liga Austria | 1    | Halbfinale    |
| 2006/07 | Handball Liga Austria | 1    | Viertelfinale |
| 2005/06 | Handball Liga Austria | 1    | Cupsieger     |
| 2004/05 | Handball Liga Austria | 1    |               |
| 2003/04 | Handball Liga Austria | 1    |               |
| 2002/03 | Handball Liga Austria | 3    | Cupsieger     |
| 2001/02 | Handball Liga Austria | 1    | Cupsieger     |

| Legende | Legende                  |
| ------- | ------------------------ |
|         | Meister                  |
|         | Cupsieger                |
|         | Double Meister/Cupsieger |

## Wissenswertes
Roland Frühstück war bis 1988 aktiver Spieler und Spielertrainer. Im Anschluss daran hielt er über zehn Jahre den Trainerposten inne. 1996/1997 gelang ihm als Trainer der Aufstieg in die höchste Österreichische Spielklasse, in welcher er selbst noch ein weiteres Jahr als Trainer fungierte.
Von 1. Dezember 2002 bis 1. Juli 2003 übernahm er erneut den Trainerposten, nachdem Bruno Gudelj entlassen wurde, und konnte den Österreichischen Cup gewinnen. Ein weiteres Mal trainierte Roland Frühstück von 1. Dezember 2007 bis 1. Juli 2008 die Mannschaft statt Zdravko Medic und konnte mit der Mannschaft Meister werden.

## Struktur (Saison 2020/21)
- Präsident: Gregor Günther
- Vorstand: Bernd Schuler, Phillip Radel, Michael Lipburger, Alexander Fritz und Rupert Manhart
- Geschäftsführung: Björn Tyrner

Mannschaften:
- Kampfmannschaft Männer
- Zweite Mannschaft Männer
- Männliche Jugend: U20, U16, U14 (2 Teams), U12 (2 Teams), U10, U8 (4 Teams), Minis
- Kampfmannschaft Damen
- Weibliche Jugend: U16, U12, U10

## Kader 2024/25
| Nr. | Name                   | Nationalität | Position        | im Team seit | Letzter Verein        |
| --- | ---------------------- | ------------ | --------------- | ------------ | --------------------- |
| 16  | Ralf Patrick Häusle    | Österreicher | Tor             | Jugend       | --                    |
| 33  | Jan Bergmayer          | Österreicher | Tor             | 2024         | Jugend                |
| 46  | Jan Kroiss             | Österreicher | Tor             | Jugend       | --                    |
| 6   | Markus Mahr            | Österreicher | Rückraum Mitte  | 2023         | SG Handball Westwien  |
| 7   | Niklas Günther         | Österreicher | Links Außen     | 2024         | Jugend                |
| 8   | Sebastian Burger       | Österreicher | Links Außen     | 2022         | BT Füchse             |
| 9   | Florian Steurer-Wieser | Österreicher | Links Außen     | Jugend       | --                    |
| 10  | Max Bergmayer          | Österreicher | Kreis Mitte     | 2024         | Jugend                |
| 11  | Matthias Brombeis      | Deutscher    | Rückraum Links  | Jugend       | --                    |
| 17  | Serhii Petrychenko     | Deutscher    | Kreis Mitte     | 2024         | MŠK Považská Bystrica |
| 21  | Elias Mager            | Österreicher | Kreis Mitte     | 2024         | Jugend                |
| 22  | Robin Kritzinger       | Österreicher | Rechts Außen    | 2022         | Alpla HC Hard         |
| 24  | Lukas Ulmer            | Österreicher | Rückraum Links  | 2024         | Jugend                |
| 25  | David Seewald          | Österreicher | Rückraum Mitte  | Jugend       | --                    |
| 28  | Srđan Predragović      | Bosniake     | Rückraum rechts | 2024         | HSG Graz              |
| 30  | Claudio Svečak         | Österreicher | Rückraum Mitte  | Jugend       | --                    |
| 32  | Matic Kotar            | Slowene      | Rückraum Mitte  | 2021         | SC Ferlach            |
| 57  | Dian Ramic             | Österreicher | Rückraum Links  | Jugend       | --                    |
| 71  | Andreas Schröder       | Deutscher    | Rückraum Links  | 2023         | HSC 2000 Coburg       |

| Zugänge 2024/25 - Srđan Predragović (HSG Graz) - Jonas Bergmayer (eigene Jugend) - Max Bergmayer (eigene Jugend) - Elias Mager (eigene Jugend) - Lukas Ulmer (eigene Jugend) - Niklas Günther (eigene Jugend) - Serhii Petrychenko (MŠK Považská Bystrica) | Abgänge 2024/25 - Luca Munzinger (UHK Krems) - Marko Dobric (Ziel unbekannt) - Marko Bogojević Wölfe Würzburg - Raphael König (Karriereende) - Christoph Kornexl (BW Feldkirch) - Janberk Cirit (Alpla HC Hard) - Tobias Wagner (HC Erlangen) |

| Zugänge 2025/26 - Berin Brkić ( RK Sloboda) - Mindaugas Dumčius (HC Elbflorenz) - Tommaso Romei (Black Devils Meran) - Louis Mönch (TSB Heilbronn-Horkheim) - Jakub Drajewski (MKS Sambor Tczew) | Abgänge 2025/26 - Jan Kroiss (BT Füchse) - Ralf Patrick Häusle (Karriereende) - Markus Mahr (1. VfL Potsdam) - Sebastian Burger (Karriereende) - Andreas Schröder (TSB Heilbronn-Horkheim) - Matic Kotar (HSG Graz) - Matthias Brombeis (TSV Fortitudo Gossau) - Robin Kritzinger (TSV Fortitudo Gossau) - Serhii Petrychenko (Ziel unbekannt) |

## Bekannte ehemalige Spieler
- Tobias Wagner (2023–2024)
- Goran Aleksić (2009–2022)
- Draško Mrvaljević (2012–2013)
- Risto Arnaudovski (2011–2012)
- Markus Wagesreiter (2010–2012)
- Roland Schlinger (2002–2006, 2007–2010)
- Mare Hojc (2007–2009)
- Nikola Prce (2006–2007)
- Fabian Posch (2006–2011)
- Nikola Marinovic (2005–2009)
- Dagur Sigurðsson (2003–2007)
- Konrad Wilczynski (2002–2006)
- / Darko Galić (1999–2005)
- Bruno Gudelj (1999–2003)
- Mario Obad
- Vedran Banić

### Trainer
(seit 1988)
- Marko Tanasković und  Markus Rinnerthaler (seit 2023)
- Michael Roth (2022–2023)
- Markus Burger (2019–2022)
- Jörg Lützelberger (2017–2019)
- Robert Hedin (2014–2017)
- Geir Sveinsson (2012–2014)
- Martin Liptak (2008–2012)
- Zdravko Medic (2007–2008)
- Dagur Sigurðsson (2003–2007)
- Bruno Gudelj (1999–2003)
- Holger Schneider (1998–1999)
- Roland Frühstück (1988–1998, 2002–2003, 2007–2008)

## Erfolge
- 9 × Österreichischer Meister (2001, 2002, 2004, 2005, 2006, 2007, 2008, 2009, 2010)
- 5 × Österreichischer Pokalsieger (2000, 2002, 2003, 2006, 2022)
- 2 × HLA-Supercup-Sieger (2016, 2022)
- EHF-Pokal-Viertelfinale (2004/05)
- Champions-League-Gruppenphase (2005/2006, 2006/2007, 2007/2008, 2008/2009)